# District de Kami
Le district de Kami (加美郡, Kami-gun) est un district du Japon situé dans la préfecture de Miyagi.

## Géographie

### Démographie
En 2003, le district comprenait une population de 35 403 habitants, soit une densité de population de 62,11 hab./km2 et une superficie de 570,05 km2.

### Communes du district
- Kami
- Shikama

## Histoire
Le district de Kami est attesté dès la période Nara mais il s'écrivait avec les kanjis 賀美郡. Ce n'est que pendant la période Edo qu'il prit cette écriture.